# 国際連合安全保障理事会決議99
国際連合安全保障理事会決議99（こくさいれんごうあんぜんほしょうりじかいけつぎ99、英: United Nations Security Council Resolution 99, UNSCR99）は、1953年8月12日に国際連合安全保障理事会で採択された決議。欠員の出ることとなった国際司法裁判所の判事の人事に関する決定を下したもの。

## 概要
セルゲイ・ゴルンスキー裁判官が健康状態の悪いのを理由に辞表を提出したことで、国際司法裁判所に欠員がでることに留意し、理事会は欠員を埋めるための選挙を総会の第8回会期中に行うことを決定した。無投票採択である。

## 詳細
以下はその和訳。
安全保障理事会は、
セルゲイ・アレクサンドロヴィッチ・ゴルンスキー判事が体調不良を理由に辞表を提出したこと、
ゴルンスキー判事の残りの任期の間国際司法裁判所（の判事に）に空席が生じるため、国際司法裁判所の規約の条項に則って補充をせねばならないこと、
空席を埋めるための選挙の期日は、規約第14条に基づき安全保障理事会により決定されるべきであることに留意し、
この空席を埋める選挙は国連総会第8会期に実施されるべきことを決定する。